# 겔로라 스리위자야 스타디움

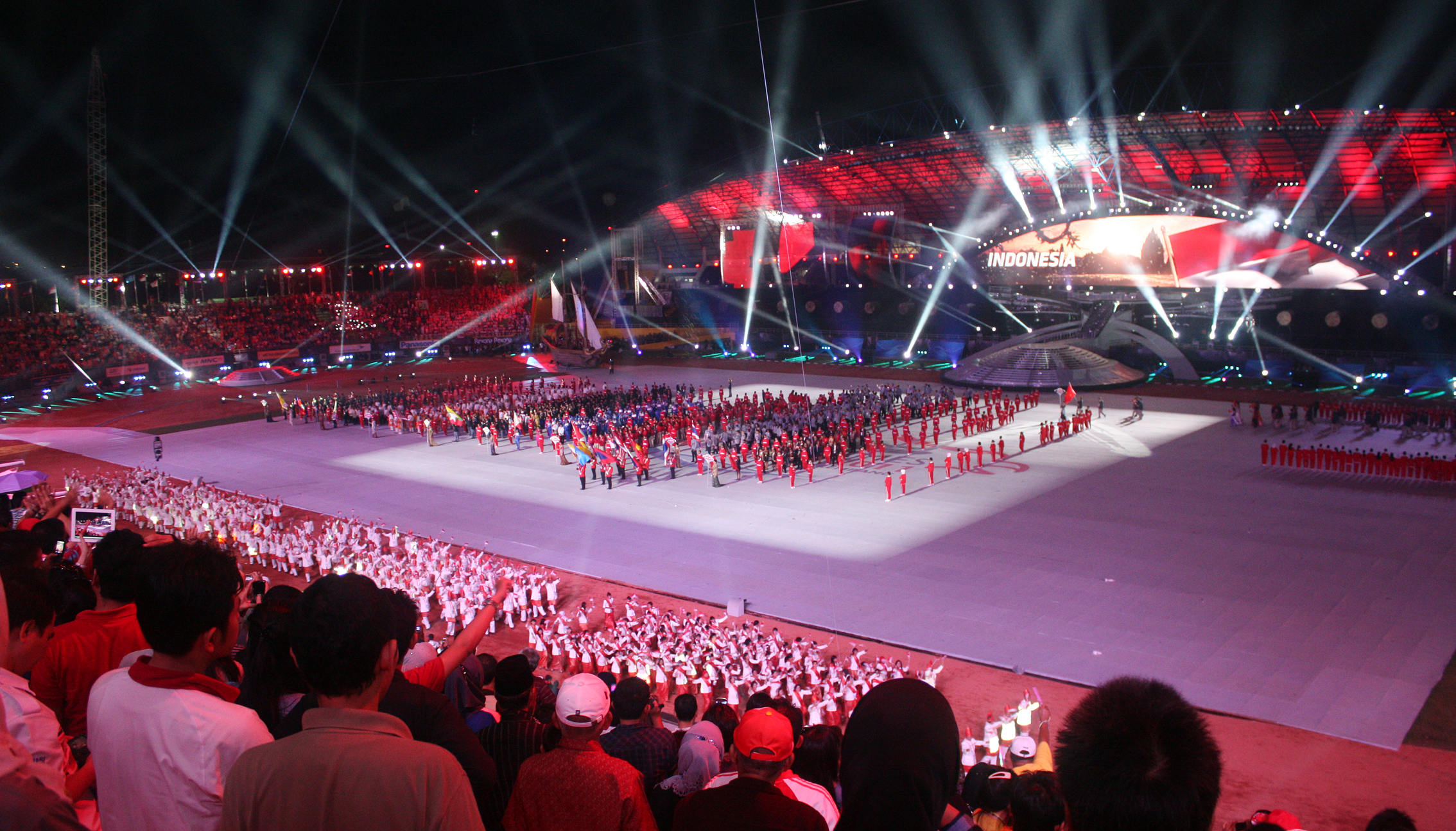
2011년 동남아시아 경기 대회 당시의 모습

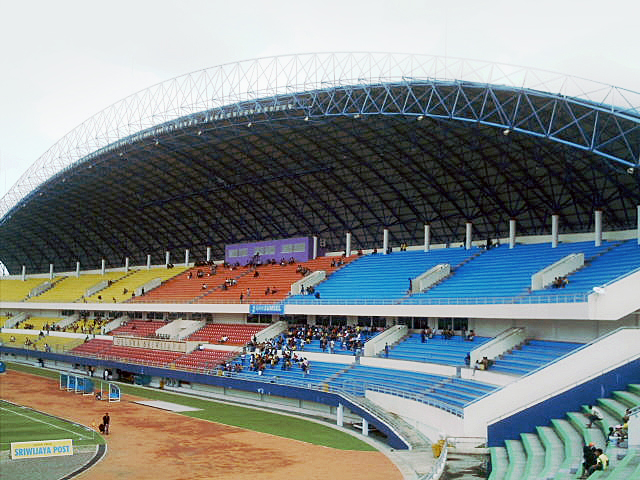
겔로라 스리위자야 스타디움의 좌석

겔로라 스리위자야 스타디움(인도네시아어: Stadion Gelora Sriwijaya)은 인도네시아 수마트라슬라탄 주(남수마트라 주) 팔렘방에 위치한 자카바링 스포츠 시티의 종합 경기장이다. 주로 축구 경기장으로 활용되고 있으며 총 23,000명의 관객을 수용할 수 있다.
2001년부터 공사에 들어가 2004년에 완공되었으며 같은해 인도네시아 전국체전을 유치하였다. 처음에는 팔렘방 남부 지명을 따서 자카바링 스타디움이라는 이름이었으나, 인도네시아의 옛 스리위자야 제국을 기리는 의미에서 지금의 명칭으로 바꾸었다.

## 상세

### 설계
겔로라 스리위자야 스타디움은 총 23,000명의 관객을 수용할 수 있으며 중앙필드를 중심으로 A-B-C-D의 네 출입구가 나 있다. 축구장은 68 x 105m 규격이며 여덟 줄짜리 육상 트랙과 필드가 둘러싸고 있다. 경기장의 서쪽과 동쪽에는 각각 A출구와 B출구의 본 출입구가 나 있고 그 위에는 두 개의 거대한 철제 아치가 들어서 있다. 지붕은 둥글납작한 형태에 푸른색으로 되어 있는데 아치와 맞물려 마치 배의 돛을 연상케 한다. 이는 해양 강국이었던 스리위자야 제국을 상징하는 것이다.
서쪽과 동쪽의 외벽은 팔렘방 고유 문양인 송켓 직물 문양으로 장식되어 있다. 메인 점수판은 남쪽 출구 (D번 출구)에 자리해 있으며 성화대는 중앙필드 남쪽의 축구장과 트랙 사이에 자리해 있다. 이밖에도 표준 스쿼시 경기장 세 곳을 갖추고 있다.

### 유치 대회
수많은 국제 대회가 이곳에서 치러졌으며, 2007년 AFC 아시안컵의 3-4위전에서 대한민국 팀과 일본 팀이 맞붙은 장소로도 유명하다. 2011년 동남아시아 경기 대회 역시 이곳에서 개막하였고, 2018년 아시안 게임에서는 여자 축구 종목의 결승전이 치러질 예정이다. 대회와는 별개로 지역구단인 스리위자야 FC가 이 경기장을 홈 경기장으로 사용하고 있다.
이곳에서 치러진 대회는 다음과 같다.
국제 대회
- 2005년 AFF U-20 선수권 대회
- 2007년 AFC 아시안컵 - D조의 사우디아라비아 - 바레인전, 3·4위전의 대한민국 - 일본전
- 2010년 AFF 스즈키컵 - A조의 말레이시아 - 라오스전
- 2011년 동남아시아 경기 대회 - 주경기장
- 2013년 이슬람 연대 대회 - 주경기장
- 2014년 ASEAN 유니버시티 게임 - 주경기장
- 2018년 아시안 게임 - 제2주경기장

국내 대회
- 2004년 인도네시아 전국체전 - 개폐막식과 축구경기[5]